# 備南電気鉄道モハ100形電車

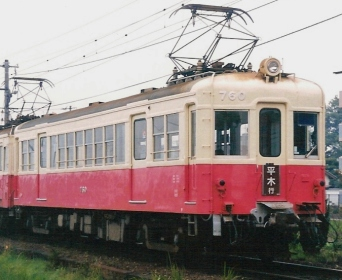
高松琴平電鉄750形電車 760号
撮影・農学部前駅付近 1999年11月

備南電気鉄道モハ100形電車（びなんでんきてつどうもは100がたでんしゃ）は、備南電気鉄道（後の玉野市営電気鉄道）が1953年の自社線開業に備えて用意し、その後高松琴平電気鉄道へ譲渡された通勤形電車の1形式である。
1951年日立製作所製の両運転台の制御電動客車で、モハ100形モハ101 - モハ103の3両が在籍した。
高松琴平電気鉄道へは1965年に譲渡された。同社では750形750・760・770と形式番号を付与され、2006年9月まで40年以上に渡って運用された後、全車廃車となった。

## 車体
車体長15.8mの半鋼製2扉ロングシート車で、側面の窓配置はd2D8D2d、側窓は2段上昇式、客用扉はドアエンジンを備える自動式の片引き戸である。
妻面は新造時は貫通路のない非貫通構造の3枚窓丸妻構成で、窓の上下にはそれぞれウィンドウヘッダ・ウィンドウシルと呼ばれる補強帯が露出する構造である。また窓柱を長柱として雨樋位置を高くした張り上げ屋根構造を採用しており、設計製作当時、日立製作所が日本各地の地方私鉄向けに製造した車両に共通する特徴が備わっている。
屋上にはガーランド式通風器を設置し、宇野寄り（譲渡後は長尾寄り）車端にパンタグラフを1基搭載する。

## 主要機器

### 制御器
日立オリジナル設計のMMC多段電動カム軸式自動加速制御器を搭載する。

### 主電動機
主電動機は、高定格回転数の日立HS-267を各台車に2基ずつ計4基、吊り掛け式で装架する。
このHS-267は東京横浜電鉄・目黒蒲田電鉄→東京急行電鉄向けに納入されたものが大半を占め、地方私鉄での採用例は他に熊本電鉄や黒部鉄道などにわずかに見られるのみ、という珍しい機種である。

### 補助電源装置
補助電源装置には電動発電機(MG)を使用。

### 台車
台車は日立製作所KBD-104で、これはU字型の釣り合い梁を備える、当時としては一般的なボールドウィン系の高速電車用型鋼組み立て式イコライザー台車である。
本形式の製作された時期、日立製作所は十和田電鉄や伊予鉄道など地方私鉄向けに同種台車を装着した車両をいくつか供給しているが、この台車は本来営団1000形の装着していたもので、同形式が台車交換を実施した際に払い下げを受け、これを狭軌用に改修・整備して納品したものであったとされる。

## 車両来歴

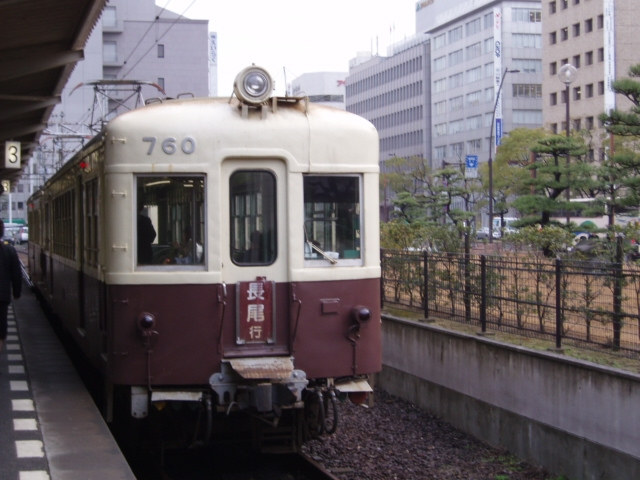
旧塗装に戻った760号
撮影・高松築港駅 2005年3月23日

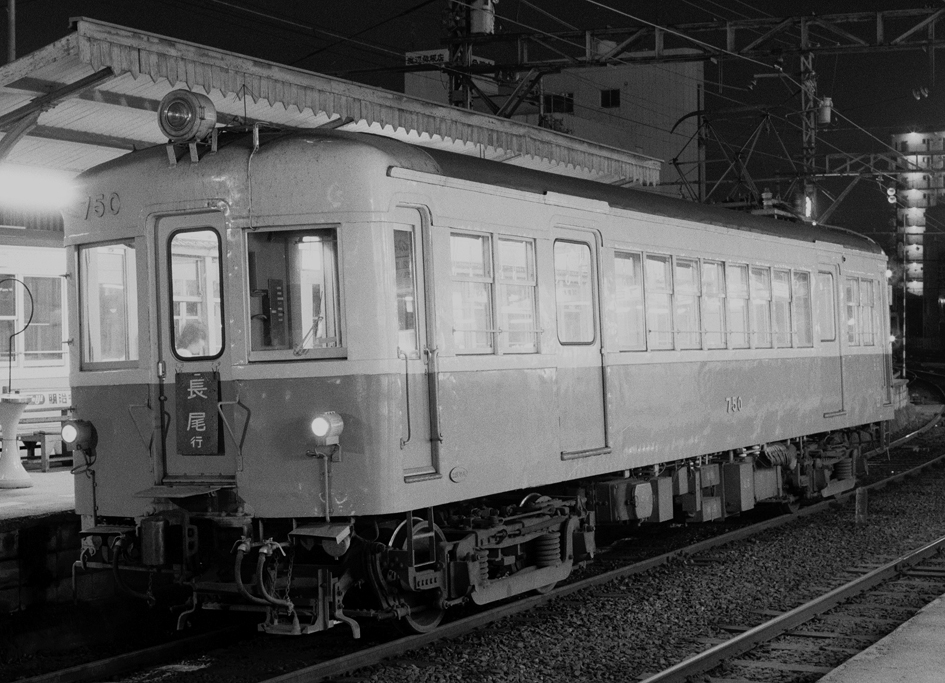
高松琴平電鉄750形電車 750
撮影・瓦町駅

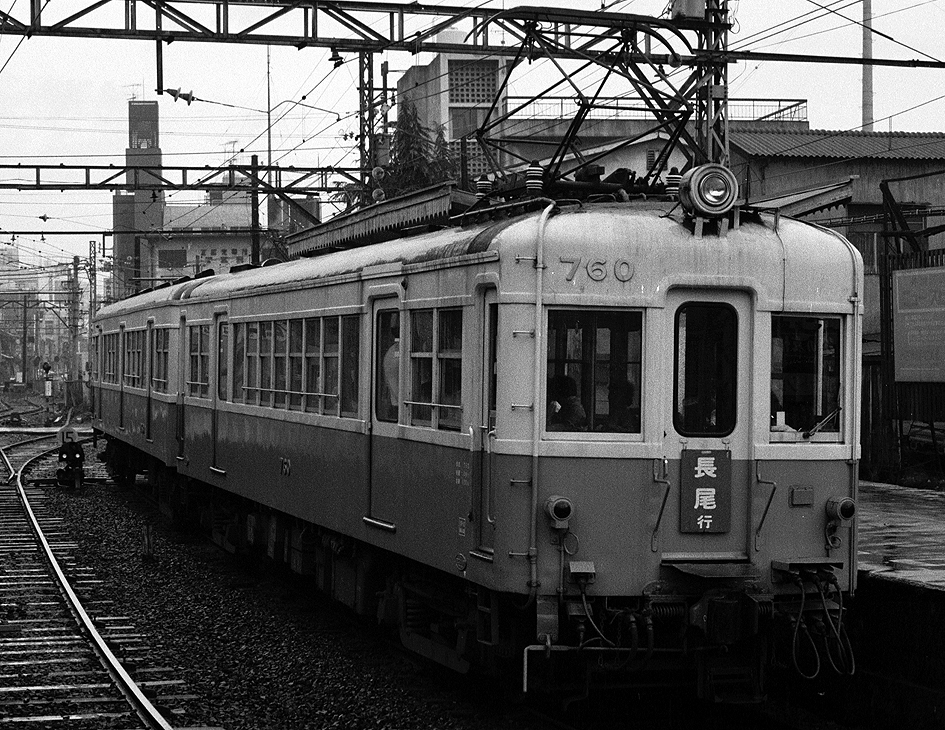
高松琴平電鉄750形電車 760+850形電車 850
撮影・瓦町駅

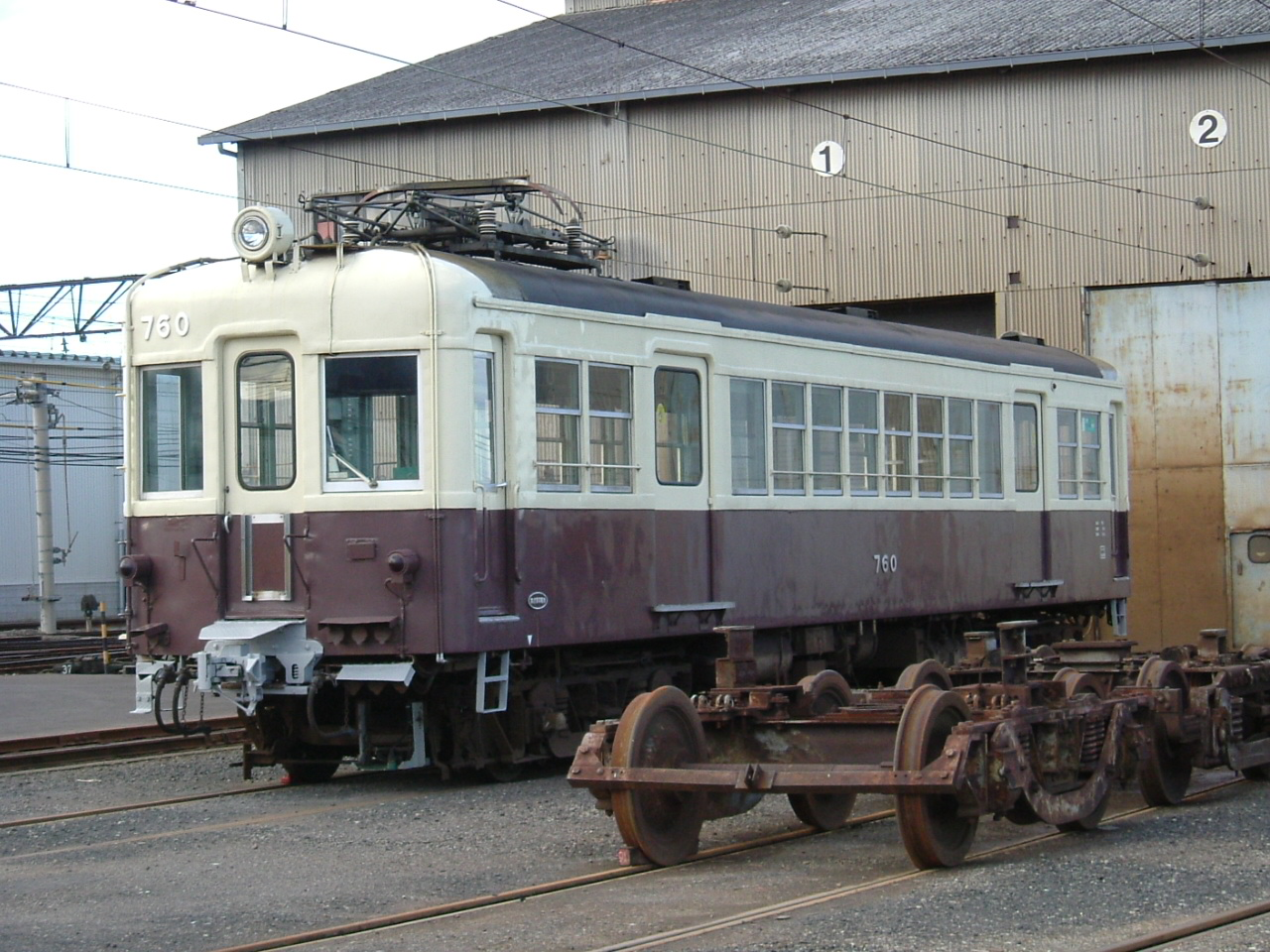
玉野市での静態保存の為整備された760号
撮影・仏生山工場脇の道路から 2006年9月18日

### 琴電入線前
元々は未成に終わった蔵王高速電鉄（山形県）が発注した車両の注文流れ品を一部手直しの上備南電気鉄道（岡山県）が購入したものである。
当時、ドッジ・ラインの影響で国鉄車両の受注が激減していた日立製作所笠戸工場は、京王帝都電鉄（2600系）などの大手私鉄のみならず、それまで受注実績の無かった地方の中小私鉄に対しても精力的なセールス活動を展開し、下津井電鉄モハ101-クハ21や十和田鉄道モハ2400形2401・2402、クハ2400形2401・2402、あるいは高松琴平電気鉄道琴平線10000形1001-1002など、各社に対し、国鉄80系電車の流れを汲む車体設計の、当時としては高性能な電車を幾つか納入していた。
備南電気鉄道においては、これらはモハ100形101 - 103と付番されたが、資金難で路線開業が大幅に遅れ、1953年まで宇野駅構内に留置されていた。
備南電鉄は開業後も経営難が続き、1956年に路線・施設の一切を玉野市に譲渡した。玉野市でもこの車両を引き続き使用したが、94kW級の主電動機を4基搭載するという本形式の過剰出力による電力消費量の大きさが問題となった。全線4.7kmに途中駅11駅・信号所1カ所が存在し、駅間距離が最大で700mほどに過ぎない玉野市営線には、モハ100の大出力は明らかに不適すぎた。1965年には経営合理化のため動力を内燃化し、不要となったモハ100形3両は対岸の高松琴平電気鉄道に譲渡された。

### 琴電入線後
入線時には台車の改軌工事以外、特に大きな改造を受けなかった。車番はモハ102・モハ103・モハ101の順に750・760・770となった。日立MMC多段式制御と大出力電動機による性能を活かし、琴平線にて急行用車両として使用された。1967年には妻面に貫通扉を設置している。
しかし、この仕様は日立製のさらに特殊な制御器を搭載していた10000形などの急行用車群と同様、ラッシュ時に他の形式との併結運転が困難であるなど、運用上様々な形でネックとなった。このため高松琴平電気鉄道は柔軟な車両運用を実現すべく、機器の仕様統一に乗り出した。
まず、1974年には制御器を当時の琴平線で標準となっていたHL単位スイッチ式非自動加速制御器に置き換えた。これにより他車との連結が可能になったが、ノッチ進段操作を手動で随時行わねばならなくなり、また力行時の内部ノッチ進段数が減少したため、加速時の衝動が目立つようになった。この際、出力が過剰だった主電動機も他車と交換している。
さらに、電動発電機などの補機を複電圧対応品に交換、翌1975年には当時架線電圧が直流600Vであった長尾線に転属した。
この時期には車両数の関係で750形同士で編成を組むことが多かった。その中でも770は予備車扱いであまり使用されなかった。
1978年11月3日に現在の学園通り駅（当時は未開業）付近で発生した踏切でのダンプカーとの衝突事故（詳細は学園通り駅を参照）により、770が事故廃車になった。770と連結していた760は仏生山工場で修理され、その後運用復帰した。
残る2両は長尾線・志度線にて使用されたが、同一形式同士の2両編成から他車との連結運転に変わって行く。そして、主電動機を75kW×4に交換してからは、860形制御車と編成を組むようになる。750は870と、760は860と連結することが多かった。
1994年の瓦町駅改良工事開始に伴い、長尾線専用となる。その後、冷房車両の600形投入に伴い、1998年7月、860形が廃車になり、再び他形式の電動車との連結運転となる。しかし、翌1999年には600形603-604入線に伴い、750が廃車となった。
残る760は、2004年にクリーム色と茶色の琴電旧塗装に塗り替え、主にラッシュ時の増結・増便時に使用されていた。だが2006年にことでん全線における在籍全車両の完全空調設備装備化が決定。技術的・経済的理由から空調設備を搭載できない760号は他形式の空調設備整備が完了する同年7月に廃車と決定。5月と8月にさよなら運転が行われ、9月上旬づけで営業運転を終了し廃車となった。

### 廃車から静態保存へ

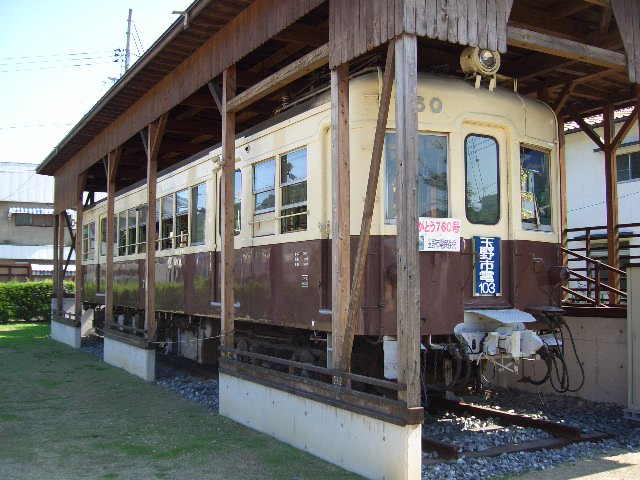
「すこやかセンター」に保存された760号
撮影・2010年10月17日

2005年に760号の廃車が決まると、琴電への譲渡前に走っていた玉野市の市民有志が「かつて玉野市を走った電車の里帰りを行い、市の歴史遺産として残すべき」と「玉野市電保存会」を結成し、琴電側と交渉の結果、廃車後に譲渡される運びとなった。
2006年9月23日に高松市の仏生山工場から搬出され、高松港発着の四国フェリーを経て玉野市内の「すこやかセンター」内のグラウンドまで運ばれた後、同年10月22日に保存車両としてのお披露目式典が執り行われた。静態保存のために必要な資金を募るため、定期的な公開イベントが行われている。

## 参考資料
- 宮崎光雄「私鉄車輌めぐり[69] 高松琴平電気鉄道(下)」、鉄道ピクトリアル191号、電気車研究会、1966年12月
- 真鍋裕司「私鉄車輌めぐり[121] 高松琴平電鉄(下)」、鉄道ピクトリアル403号、電気車研究会、1982年5月
- 真鍋裕司「琴電 近代化への歩み」、鉄道ピクトリアル574号、電気車研究会、1993年4月増刊
- 藤井信夫「廃線になった玉野市営電気鉄道」、鉄道ファン135号、交友社、1972年7月
- 橋本正夫「玉野市電気鉄道」、RM LIBRARY 103、ネコ・パブリッシング社、2008年2月1日